# لوري د. كوكس
لوري د. كوكس (بالإنجليزية: Laurie D. Cox)‏ هو مهندس المناظر الطبيعية أمريكي، ولد في 18 أغسطس 1883 في Londonderry, Nova Scotia ‏ في كندا، وتوفي في 1 أكتوبر 1968 في هنيكر في الولايات المتحدة.